# Thru the Mirror
Thru the Mirror é um curta-metragem de animação do Mickey Mouse postado em 1936. É uma paródia da história Alice Através do Espelho.

## Sinopse
Quando Mickey Mouse cai no sono ao ler Alice Através do Espelho, ele sonha que viaja através de seu próprio espelho em uma versão através de sua casa. Depois de se encontrar alguns de seus habitantes estranhos, ele come uma noz que o faz crescer rapidamente tão grande quanto a casa e o encolhe para baixo para um tamanho perfeito para dançar com um telefone, um par de luvas e um baralho de cartas. No entanto, quando o Rei de Copas vê Mickey dançar com sua rainha, ele fica com ciúmes e envia as cartas para atormentá-lo. Após uma perseguição emocionante, Mickey foge de volta através do espelho e acorda na segurança de sua casa normal.

## Personagens
- Mickey Mouse
- Cadeira
- Cabide
- Guarda-chuva
- Quebra-nozes
- Telefone
- Rádio
- Luvas
- Cartas
- Bobo da corte (carta)
- Rainha de Copas
- Rei de Copas
- Rei Netuno